# Líska

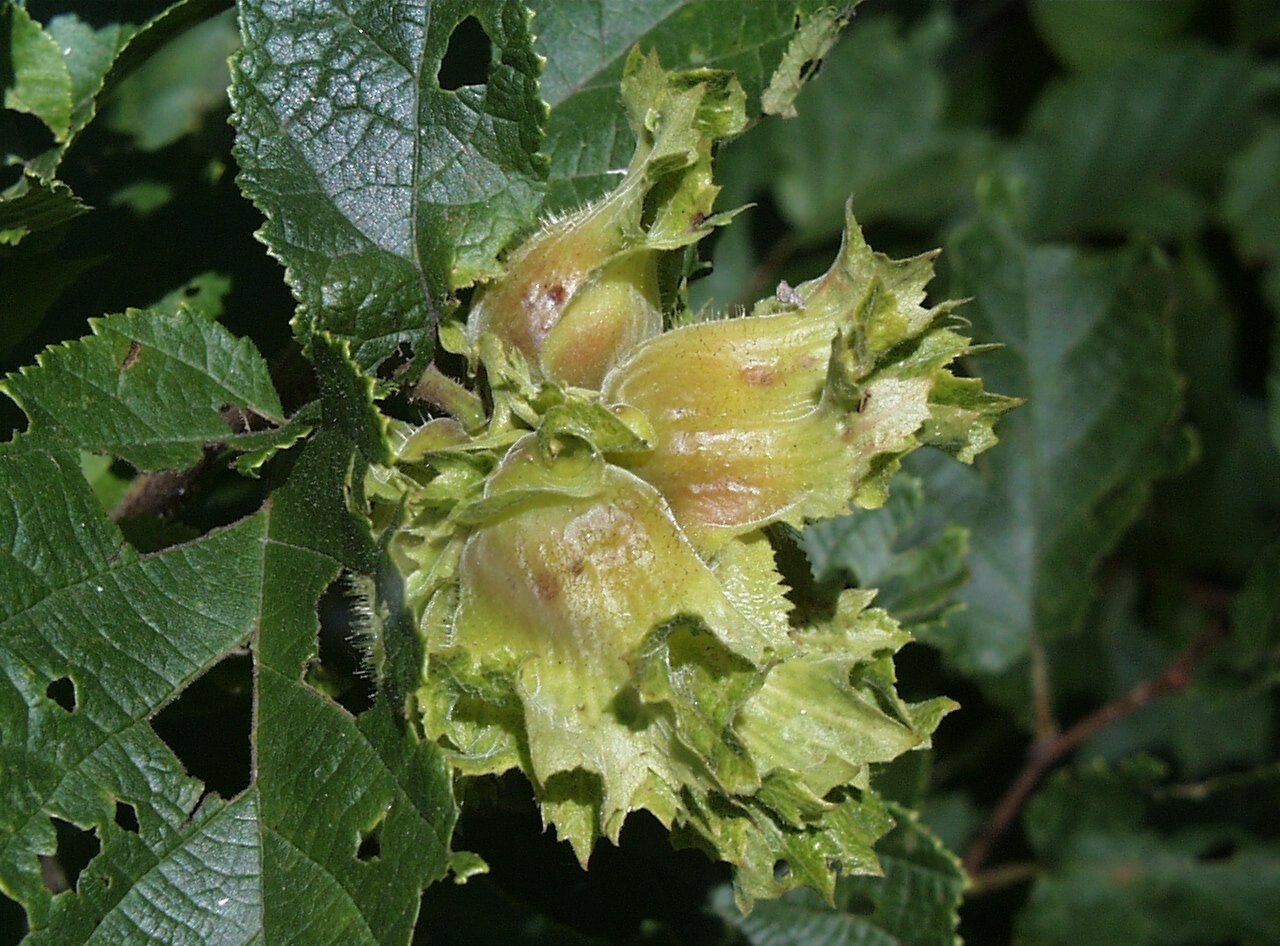
Corylus americana

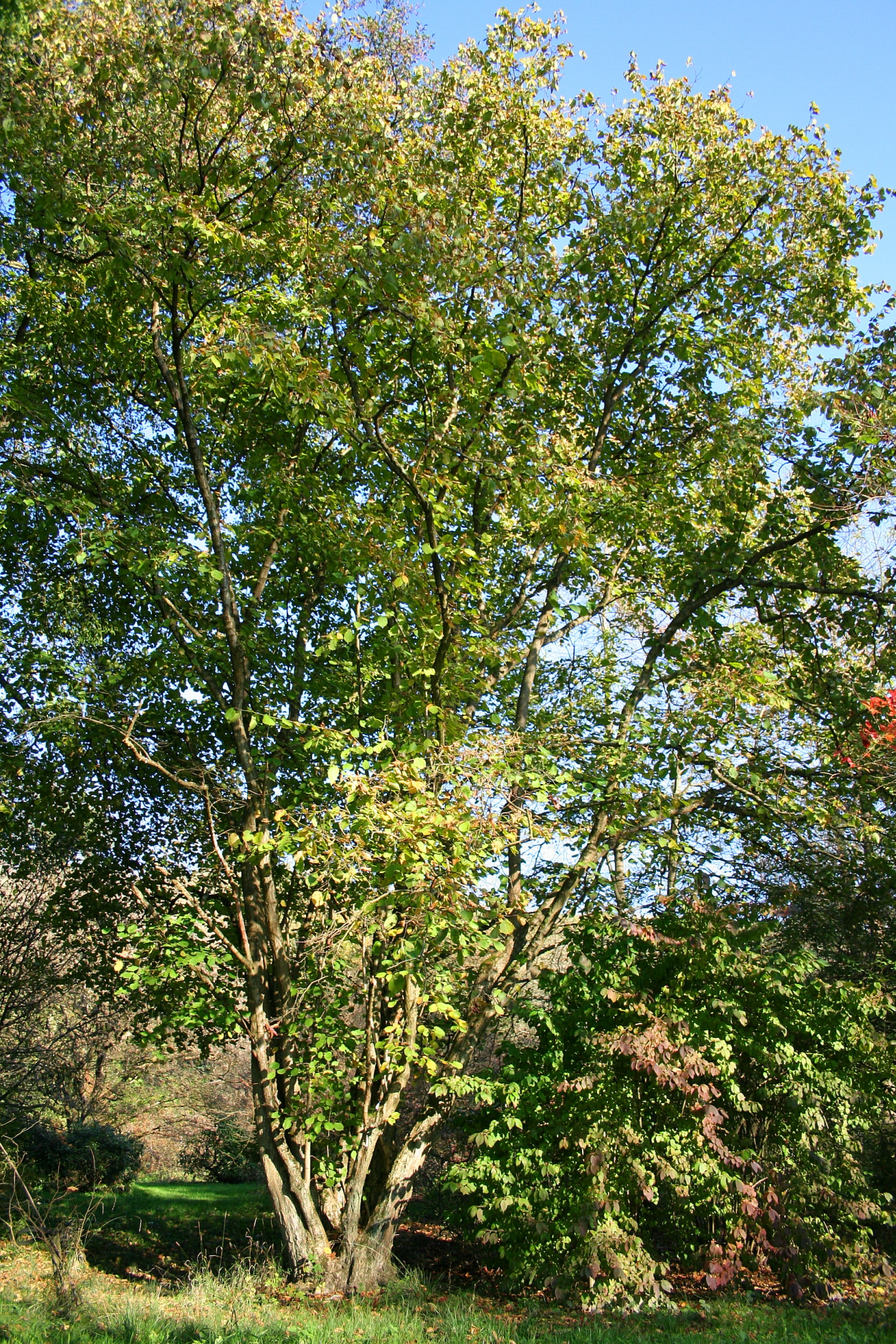
Corylus chinensis

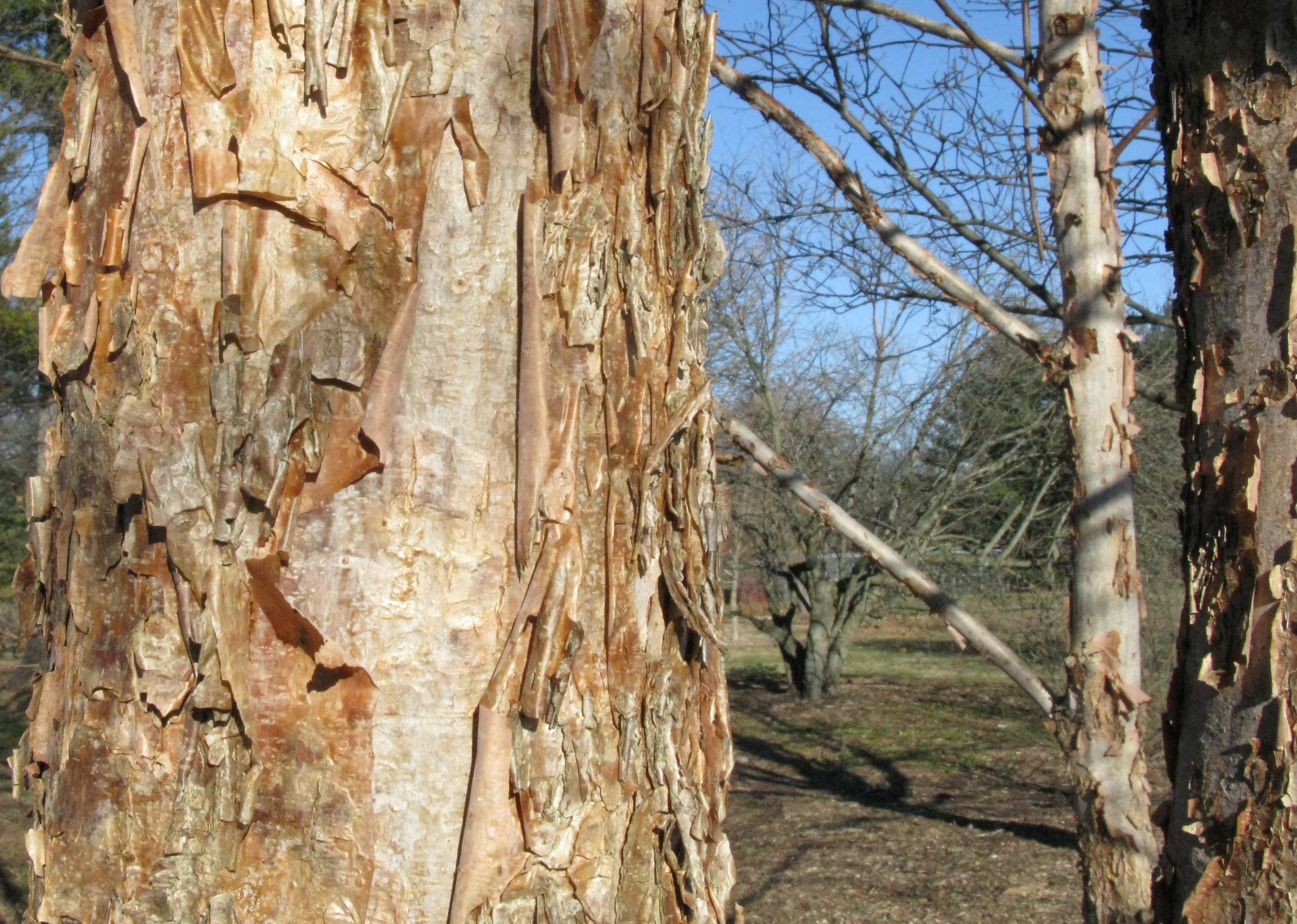
Corylus fargesii – kůra

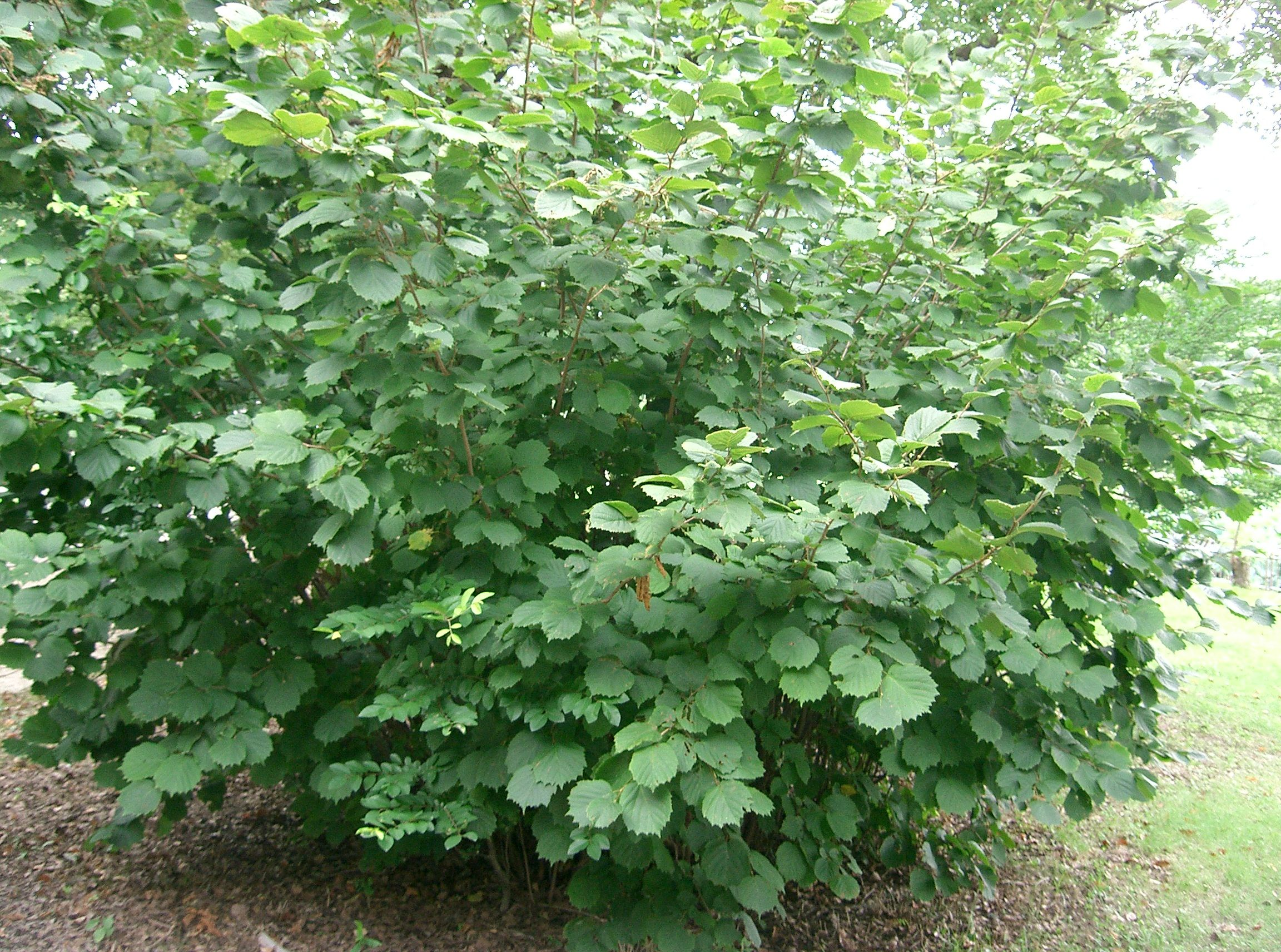
Corylus heterophylla var. thunbergii

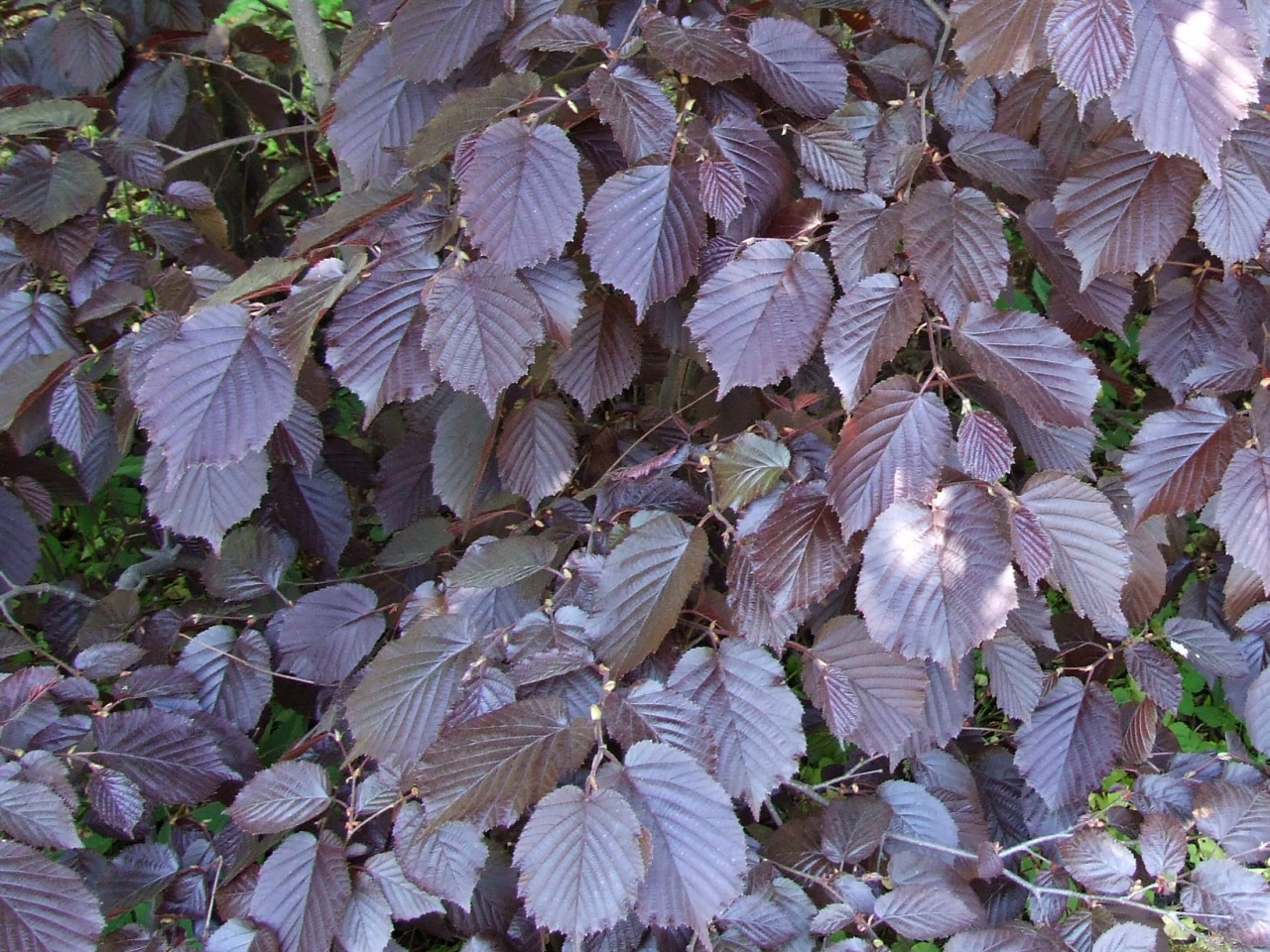
Corylus maxima 'Purpurea'

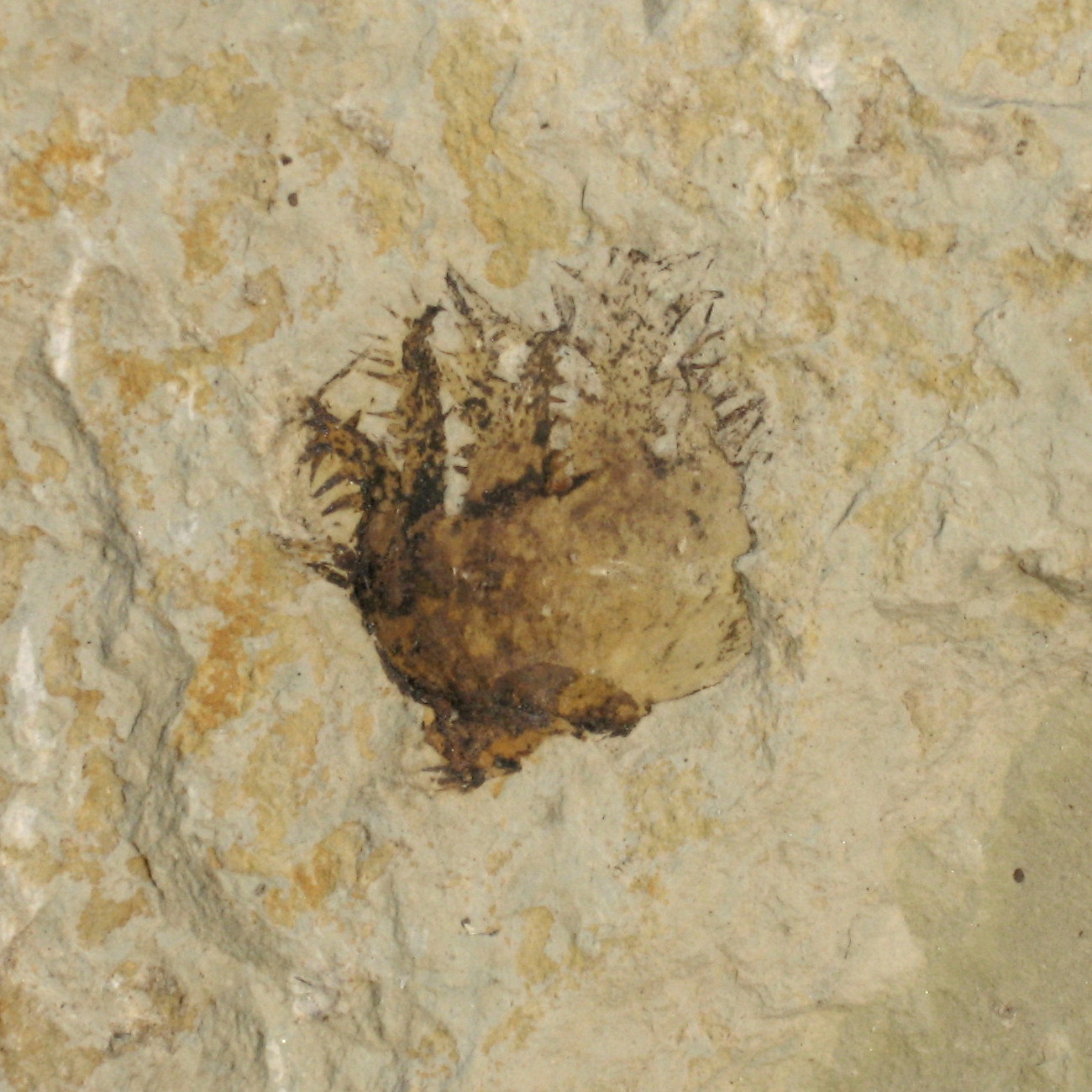
zkamenělina vyhynulého druhu lísky Corylus johnsonii

Líska (Corylus) je rod dříve patřící do čeledi lískovitých, podle nového taxonomického systému APG III byla tato čeleď zrušena a rod líska byl přeřazen do čeledi břízovitých (Betulaceae) kde náleží k podčeledi lískové (Coryloideae). Lísky rostou v severním mírném pásmu. Lísky jsou poměrně rychle rostoucí dřeviny. Jen stromovité typy dorůstají pomaleji – v 10 letech jsou přibližně 2 m vysoké, ve 20 letech 2–5 m a ve 30 letech 4–7 m. Nejrozšířenější jsou keřovité typy lísek.

## Olistění
Listy jsou většinou hlavním okrasným prvkem. Jsou střídavé nejčastěji vejčité až srdčité, dvojnásobně zubaté a víceméně pýřité. Líska má své olistění od května do listopadu. Zbarvení listů má různé odstíny žluté, hnědé, červené, nebo zelené.

### Textura
Textura je poměrně hrubá, což vyplývá z tvaru a velikosti olistění, ale přitom je poměrně stejnoměrná. U keřovitých typů je řidší, nepravidelně vzdušná až průhledná.

## Květ
Samčí květy jsou uspořádané v převislých jehnědách, které se zakládají již na podzim. Jsou různé délky a oživují se v době „prášení“ v předjaří (březen až duben) ještě jako bezlistý keř. Samičí květy jsou směstnané do květenství podobné pupenům, z jejichž vrcholku vyčnívají nitkovité, zpravidla načervenalé čnělky. Stromovité typy kvetou poprvé ve věku 25–30 let.

## Kmen, větve a kořenový systém
Kmeny stromovitých druhů jsou přímé a dosahují často až do vrcholu koruny. V mládí mají nahnědle šedou kůru, která se poměrně záhy (asi v 10–15 letech) mění v rozpukanou šedou borku, šupinovitě se odlupující.
Keřovité typy mají základní kmínkové výhony strnule vzpřímené, v hořejších partiích rozvětvené v ohebné obloukovité větévky. Kůra je hnědá s výraznými lenticelami. Kořenový systém lísek je hustý, bohatě větvený a houževnatý.

## Stanoviště
Jsou to nenáročné dřeviny. Rostou dobře na slunci i v polostínu (Corylus avella dokonce ve stínu). Na půdy nemají žádné zvláštní nároky, pouze se nehodí do příliš písčitých, suchých míst a na přemokřená stanoviště. Ideální je hlinitá nebo jílovitohlinitá půda s dostatečným obsahem vápníku. Většina druhů je v České republice naprosto otužilá. Velmi dobře snášejí zakouřené ovzduší. Okusem zvěře netrpí.

## Ošetřování
Vysazují se na jaře nebo na podzim. Stromovité tvary je účelné vysazovat v prvních letech ke kůlům. Další ošetřování je minimální. Řez provádíme pouze pro prosvětlení přehuštěných exemplářů. Keře se špatně zahoustlými přízemními partiemi můžeme radikálně zmladit a přinutit k obrůstání. Starší exempláře snášejí dobře přesazování, ale více než 30 let staří jedinci v prvních letech po přesazení stagnují v růstu. Lísky významnějšími chorobami ani škůdci netrpí (kromě ovocných odrůd).

## Použití
Stromovité typy a běžné keřovité typy se do menších úprav a zahrádek příliš nehodí. Velmi dobře se však uplatňují ve větších přírodně krajinářských úpravách (solitéry nebo rozvolněné skupiny). Stromovitý typ „colurna“ je velmi vhodný do stromořadí v širších ulicích a do alejí. Keře velmi často plní maskovací funkci a velmi dobře se hodí do volně rostoucích a občas přistříhávaných živých plotů. Můžeme je vysazovat jako pionýrské dřeviny na málo plodné půdy. Nejvhodnější jsou však jako okraje vyšších stromovitých porostů nebo přímo jako podrost. Červenolisté kultivary se pěkně vyjímají jako solitéry nebo v sousedství světle zelených nebo i bělavých či žlutě kvetoucích dřevin (pustoryl, zlatice aj.). Žlutopestré kultivary vynikají na temném jehličnatém pozadí. Zajímavě stříhanolisté (laciniální) lísky vysazujeme tak, aby mohly být pozorovány zblízka. Při větších krajinářských úpravách se hodí pro polohy do 800 m n. m. Corylus maxima se pěstuje v četných ovocných kultivarech jako užitková ovocná dřevina.

## Množení
Výsevem stratifikovaného osiva až v příštím roce v říjnu až listopadu (pozor na myši). Pestrolisté a jiné kultivary se množí jedině hřížením (listopad až leden) nebo kopčením (červen), popřípadě roubováním v únoru pod „sklem“.

## Systém
Do rodu líska patří následující druhy:
- Corylus americana – líska americká
- Corylus avellana – líska obecná
- Corylus californica – líska kalifornská
- Corylus colchica
- Corylus colurna – líska turecká
- Corylus colurnoides
- Corylus cornuta – líska rohatá
- Corylus fargesii
- Corylus ferox
- Corylus heterophylla líska různolistá
- Corylus chinensis – líska čínská
- Corylus jacquemontii – líska Jacquemontova
- Corylus johnsonii†
- Corylus mandshurica
- Corylus maxima – líska největší
- Corylus sieboldiana – líska Sieboldova
- Corylus tibetica – líska tibetská
- Corylus vilmorinii – líska Vilmorinova
- Corylus wangii
- Corylus yunnanensis